# Franco Sosa
Franco Sosa, vollständiger Name Franco Ariel Sosa Portela, (* 12. August 1983 oder 8. Dezember 1983 in Tacuarembó) ist ein uruguayischer Fußballspieler.

## Karriere
Der 1,71 Meter große Mittelfeldakteur Sosa gehörte von der Apertura 2003 bis einschließlich der Clausura 2008 dem Kader des norduruguayischen Erstligisten Tacuarembó FC an. In der Saison 2003 absolvierte er 22 Spiele in der Primera División und erzielte einen Treffer. In der Apertura 2008 und der Clausura 2009 lief er in 23 Ligapartien in der honduranischen Liga Nacional für den CD Marathón auf und schoss ein Tor. Überdies kam er siebenmal (kein Tor) in der Liga Campeones zum Einsatz. Anschließend kehrte er zum Tacuarembó FC zurück und bestritt in der Saison 2009/10 25 Erstligaspiele (fünf Tore). 2010 folgte eine Karrierestation in Peru beim FBC Melgar. Die Statistik weist dort 19 Spiele und ein Tor für ihn aus. In den Spielzeiten 2010/11 und 2011/12 wird er in Reihen des guatemaltekischen Klubs Xelajú geführt. Während für die erste Saison zwei Treffer verzeichnet sind, stehen in der zweiten Spielzeit 47 Ligaeinsätze und drei Tore für ihn zu Buche. Mitte 2012 schloss er sich dem Erstligisten Cerro Largo FC an. Beim osturuguayischen Klub stand er 2012/13 in neun Begegnungen (ein Tor) der Primera División auf dem Platz. Im Januar 2013 wechselte er nach Venezuela zu Deportivo La Guaira. Siebenmal (kein Tor) kam er dort in der Primera División zum Zug. Im August 2013 kehrte er an den Ausgangsort seiner Karriere zurück und schloss sich wieder dem Tacuarembó FC an. Er wurde in der Spielzeit 2013/14 mit dem Team Meister der Segunda División und trug dazu mit 16 Zweitligaeinsätzen und einem Tor bei. In der Spielzeit 2014/15 wurde er sechsmal (kein Tor) in der Primera División eingesetzt. Am Saisonende stieg er mit dem Klub wieder ab. Für die Saison 2015/16 sind elf Ligaeinsätze (zwei Tore) verzeichnet. Nach zwölf weiteren Zweitligaeinsätzen (ein Tor) in der Saison 2016 verpflichtete ihn Mitte Januar 2017 Deportivo Mictlán. Für die Guatemalteken lief er bislang (Stand: 3. März 2017) in sieben Ligapartien (kein Tor) auf.